# 鄧惟恭
邓惟恭（?—?），唐朝滑州匡城县（今河南省长垣县）人。宣武节镇都虞候。
贞元十二年（796年），宣武节度使李万荣得了重病，他的儿子李迺担任兵马使。六月二十五日，李迺煽动军士杀死刘沐、伊娄说和张丕。邓惟恭与李万荣是同乡，李万荣把他当亲信看待，李迺也依仗着他。邓惟恭与监军俱文珍策划，捉住李迺，将他送往京城。七月初六，唐德宗任命东都留守董晋同平章事，兼宣武节度使，任命李万荣为太子少保，将李迺贬为虔州司马。七月初七，李万荣去世。
邓惟恭捉住李迺后，代理军中事务，不肯派人迎接董晋。董晋受诏后，与十多个随员前往汴州，不带护卫。到郑州时，没人前来迎接。有人劝董晋留下来观看事态。董晋却快速抵达汴州，邓惟恭来不及商议对策。董晋到距汴州城十多里时，邓惟恭才率将领出城迎接。董晋让邓惟恭不必下马，脸色平和，邓惟恭稍稍自安。进城后，董晋还是将军中大政交给邓惟恭处理。董晋来到的第二天，将驻扎在官署走廊里的将士全数撤除。七月二十三日，唐德宗以邓惟恭等人立下捉送李迺之功，给与他们各自提升官职，颁赐赏钱。邓惟恭暗中结纳了将士二百多人，谋划发起变乱。事发，董晋逮杀其同伙，将邓惟恭加上枷锁，送往京城。德宗下诏免除邓惟恭一死，流放到福建汀州。

## 延伸阅读
[在维基数据编辑]
 《新唐書·卷214》，出自《新唐書》